# Tropidophis semicinctus
Tropidophis semicinctus är en kräldjursart som beskrevs av den tysk-kubanske naturforskaren Juan Cristóbal Gundlach och den tyske zoologen Wilhelm Peters 1864. Tropidophis semicinctus är en orm som ingår i släktet Tropidophis, och familjen Tropidophiidae. Inga underarter finns listade i Catalogue of Life.

## Utbredning
T. semicinctus är en art som är förekommer endemiskt på västra och centrala delarna av Kuba.